# Joaquín Bilbao
Joaquín Bilbao Martínez (Sevilla, 27 de agosto de 1864-Sevilla, 30 de enero de 1934) fue un escultor español, hermano del pintor Gonzalo Bilbao. Su obra más conocida es la estatua ecuestre de san Fernando que se encuentra en la plaza Nueva de Sevilla, frente al Ayuntamiento.

## Biografía
Era hijo de Leopoldo Bilbao, natural de Tarifa, y de Joaquina Martínez, de Sevilla. Nació en la calle Sauceda, número 2, de Sevilla. Fue bautizado el 29 de agosto en la iglesia de Santa María Magdalena como Joaquín María Leopoldo Ceferino Juan Bautista del Gran Poder y de la Santísima Trinidad. Fue el sexto hijo de este matrimonio, que tuvo doce.
Leopoldo Bilbao Caballero era abogado y propietario agrícola a las afueras de Sevilla. Leopoldo ejercía la abogacía en Sevilla y fue presidente del Círculo de Labradores de 1906 a 1909. De ideología monárquica y liberal, se presentó a las elecciones en 1891 con el Partido Liberal Dinástico de Sevilla.
Joaquín empezó sus estudios en el Colegio San Alberto Magno. Estudió Bachillerato en el Instituto Provincial de Segunda Enseñanza. Durante sus estudios de Bachillerato acudía con su hermano Gonzalo a clases de Dibujo y Acuarela del profesor Pedro Vega. En 1881, al terminar el Bachillerato se matriculó en la Facultad de Derecho de la antigua Universidad Literaria de Sevilla. Terminó sus estudios de Derecho en 1887. Para ejercer la abogacía, se colegió en 1890 y entró a trabajar en el bufete de Manuel de Bedmar y Escudero. En su tiempo libre, asistía al taller de pintura su hermano Gonzalo, donde pintaba las vasijas de barro que traían las señoras. De ahí pasó a moldear barro. Posteriormente, empezó a trabajar en el taller de escultura de Antonio Susillo. A los 29 años dejará la abogacía para dedicarse por completo a la escultura.
En el año 1900 se trasladó a París, donde asistió durante cuatro años a su Academia de Bellas Artes parisina. Durante ese tiempo, realizó también viajes a Bélgica, Holanda, Alemania e Inglaterra. Durante su estancia en el extranjero no perdió su contacto con la Academia de Bellas Artes sevillana y con las exposiciones nacionales españolas. En Holanda y Bélgica aprendió de la obra de Constantin Meunier. Regresó a Sevilla en 1904. En octubre de ese año la Academia de Bellas Artes sevillana nombró a Joaquín como vocal de Escultura de la Comisión Provincial de Monumentos Históricos y Artísticos. En 1909 se trasladó a Toledo para ser profesor de la Escuela de Artes y Oficios. En esta ciudad también fue conservador de la Casa Museo del Greco.
En 1902 fue nombrado Comendador Ordinario de la Orden Civil de Alfonso XII.
En 1912 regresó a su ciudad natal, donde permaneció, salvo viajes esporádicos.
Desde 1897 participó habitualmente en las exposiciones anuales del Centro de Bellas Artes de Sevilla. Las exposiciones de arte nacionales solían celebrarse cada dos años en el palacio de las Artes e Industrias de Madrid. Joaquín también participó habitualmente presentando diversas obras. En Madrid, obtuvo en 1897 una Medalla de Tercera Clase con su obra Sueño de amor. En 1898 participó con su obra El sueño de la Virgen en Exposición de Bellas Artes de Barcelona. En 1906, con la obra El último tributo, logró Segunda Medalla en la Exposición Nacional. En 1912 participó en la Exposición Nacional con las obras Madre e hijo y Carmencita y obtuvo Segunda Medalla.
También participó en exposiciones internacionales. En el año 1900 participó con Monumento a Antonio Cánovas del Castillo en la Exposición Universal de París obteniendo Tercera Medalla. En 1902 participó con El resultado de una huelga en el Salón de París, recibiendo una Mención Honorífica. En 1907 participó en la Exposición de Bellas Artes de París. En 1910 participó en la Exposición de México con las obras Gitanilla y Muchacha y torero. En 1910 participó en la Exposición de Arte Español de Buenos Aires con su obra El último tributo, logrando Primera Medalla.
De 1914 a 1919 tuvo de discípulo en su taller a Enrique Pérez Comendador, que realizó un busto de bronce de su maestro.

## Obra

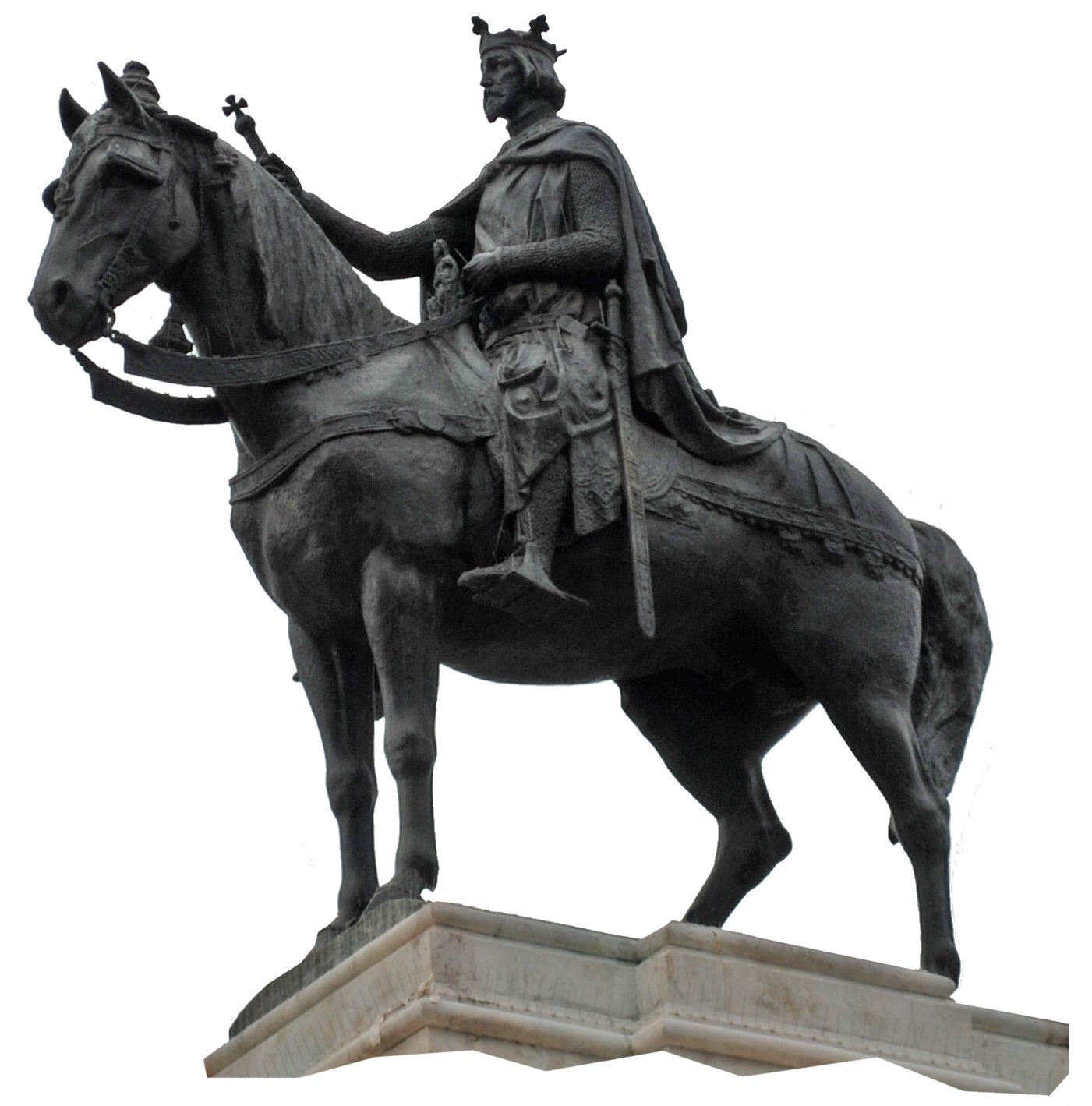
Estatua ecuestre del rey san Fernando, en su monumento (1924). Sevilla.

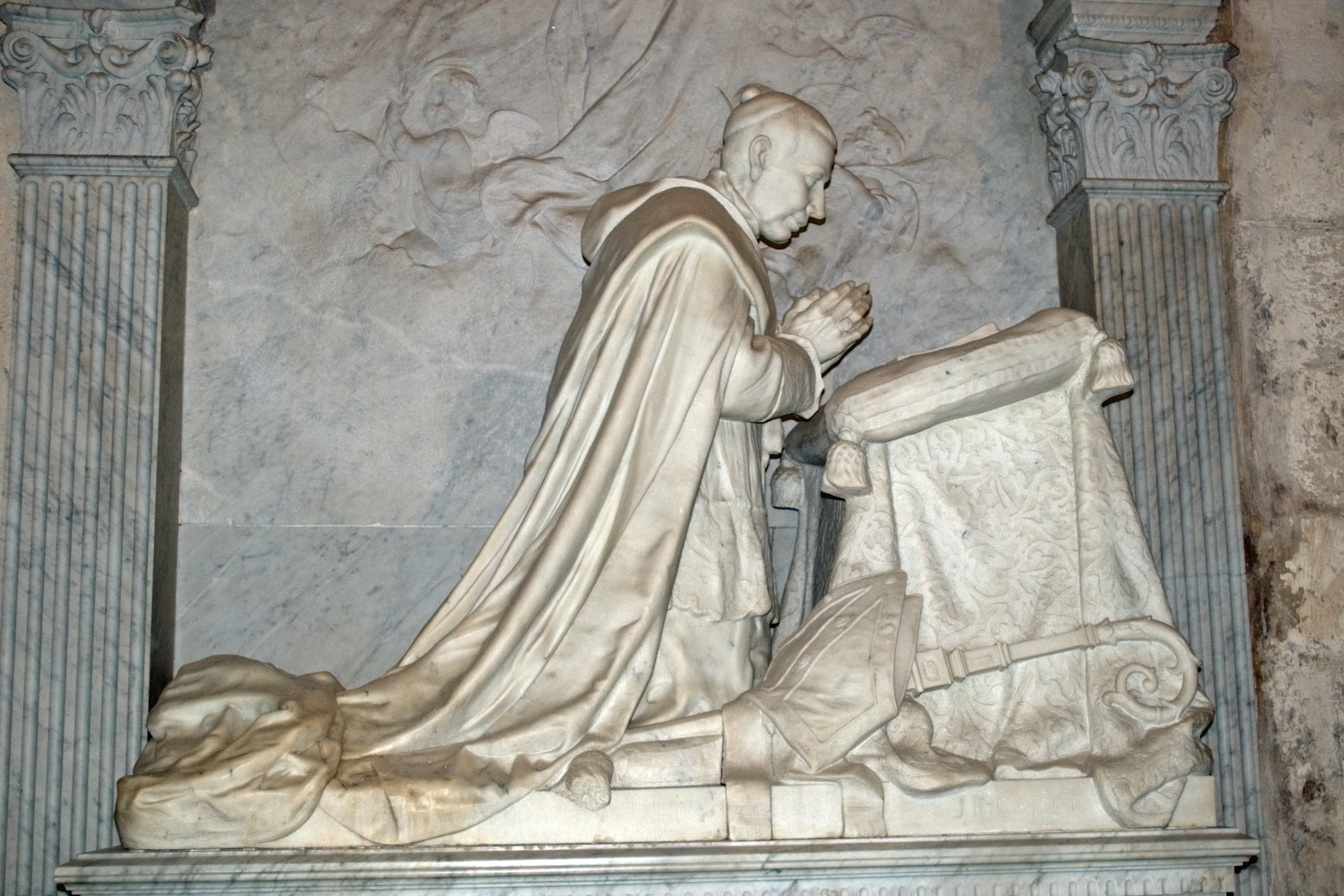
Estatua funeraria del cardenal Marcelo Spínola (1912), capilla de los Dolores de la catedral de Sevilla.

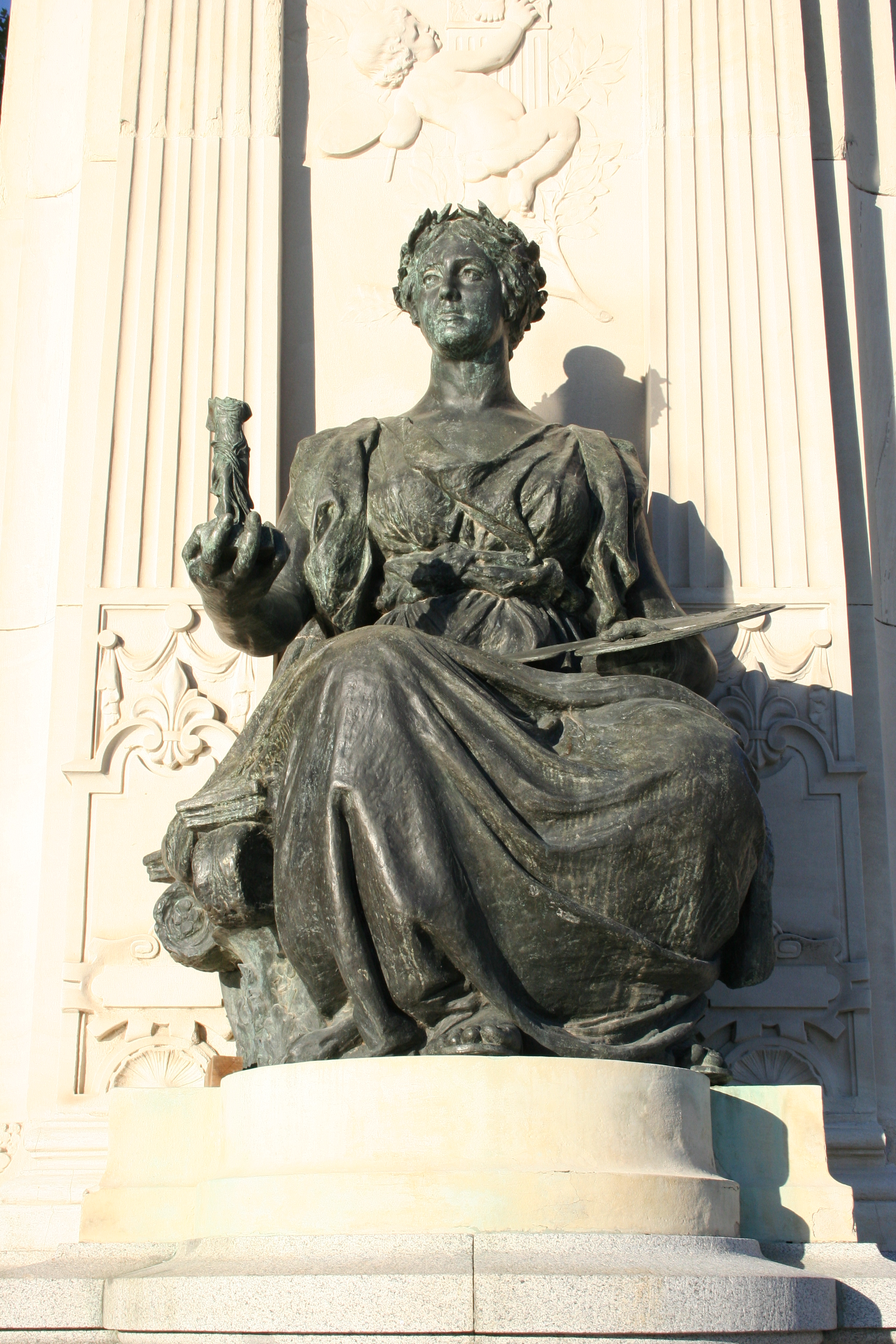
Alegoría de las Artes por Joaquín Bilbao. Monumento a Alfonso XII en el parque del Retiro (1922). Madrid.

Sus obras son las siguientes:
- 1899. Jeque árabe. Lienzo.
- C. 1890. Dos paisajes de Alcalá de Guadaíra. Acuarela sobre papel.
- C. 1894. Una florista el siglo XVIII.
- C. 1895. Un niño colocando un reloj en el oído de una niña.
- 1896. Busto de Flora Bilbao. Museo de Bellas Artes de Sevilla.[25]
- C. 1896. Busto de señora. Museo de Bellas Artes de Sevilla.[26]
- 1897. Sueño de Amor.
- 1897. El sueño de la Virgen.
- 1897. La visión de fray Martín.
- 1897. La visión de san Antonio.
- 1898. Proyecto de grupo alegórico La Fe guiando un alma para la rotonda de entrada del cementerio de San Fernando, Sevilla. No realizado.[27]
- 1899. Lápida conmemorativa del III centenario del nacimiento de Cervantes. Iglesia de San Pedro, Sevilla.
- 1890-1900. Busto de Teresa Parladé, marquesa de Yanduri.
- Finales del siglo XIX o principios del XX. Escena amorosa. Atribución.[28]
- C. 1900. Busto del rector Federico de Castro y Fernández.
- 1900. Estatua de Maese Rodrigo Fernández de Santaella. En la actualidad se encuentra en la Universidad de Sevilla (antigua Fábrica de Tabacos de Sevilla).
- 1900. Boceto de una estatua para el ganadero Félix de Urcola.
- 1900. Los mártires.
- C. 1900. Virgen de Hodegetría. Museo de Huelva.
- C. 1900. Pareja de ángeles. Atribución.
- 1901. Estatua de Antonio Cánovas del Castillo. Plaza del Senado, Madrid.[29]
- 1902. El resultado de una huelga.
- 1903. Proyecto de monumento a Cervantes.
- 1900-1904. Mujer holandesa con sus hijos. Museo de Bellas Artes de Sevilla.[30]
- 1904. El llamador y el paso de la Hermandad de la Quinta Angustia. Sevilla.
- 1904. Proyecto de monumento a Campoamor.
- 1904. El beso materno. Museo de Bellas Artes de Sevilla.[31]
- 1905. Jinete moro o Árabe a caballo.
- 1905. Gitanilla.
- 1905. El beso de la ola.
- 1905. Busto de muchacha holandesa.[32]
- 1905. Virgen sentada con el Niño.
- 1906. Busto de Cervantes.
- 1905. María Magdalena.
- 1906. Dos niños y una niña. Museo de Bellas Artes de Sevilla.[33]
- 1906. El último tributo.
- 1906. Don Quijote y Sancho.
- 1907. La niña del pato. Museo de Bellas Artes de Sevilla.[34]
- 1907. Campesina holandesa.
- 1907. Holandesas.
- 1908. Mujeres de Marken.
- 1909. Cabeza de bretona.
- 1909. Dirección de la restauración de la Virgen del Valle. Sevilla.
- 1910. La gallinita ciega.
- 1910. Retrato de flamenca.
- 1910. Muchacha y torero.
- 1910. Dos bustos de una mujer gitana.
- 1910. Ataque inesperado.
- 1910. Medalla de cobre con un retrato en relieve de Gonzalo Bilbao.
- 1900-1910. Busto de muchacho romano.[32]
- 1904-1910. Gitana con guitarra.
- 1904-1910. Dama en traje de fiesta.
- 1904-1910. El lazarillo. Museo de Bellas Artes de Sevilla.[35]
- 1904-1910. Al colegio. Museo de Bellas Artes de Sevilla.[36]
- 1904-1910. La madrecita.
- 1911. Boceto de escayola barnizada para el paso de la coronación de la Virgen del Valle para la Hermandad del Valle. Iglesia de la Anunciación, Sevilla.[37]
- 1912. Maternidad o Madre e hijo.
- 1912. Busto de niña. Museo de Bellas Artes de Sevilla.[32]
- 1912. Mausoleo del cardenal Marcelo Spínola y Maestre. Catedral de Sevilla.
- 1913. Retablo del Cristo de Maracaibo. Catedral de Sevilla.
- 1913. Figuras del retablo del Cristo de Maracaibo. Catedral de Sevilla.
- 1916. Jesús del Dolor. Hermandad de las Cigarreras. Sevilla.
- 1917. Cabeza de gitanilla.
- 1917. El Salvador y los apóstoles para la parte superior de la puerta de la Concepción. Catedral de Sevilla.
- 1917. Las Mujeres Fuertes de la Biblia para la parte superior de la puerta de la Concepción. Catedral de Sevilla.
- 1917. Inmaculada, san Juan Evangelista y arcángel san Miguel para el frontispicio de la puerta de la Concepción. Catedral de Sevilla.
- 1918. Paso y restauración del Cristo de la Coronación de la Hermandad del Valle. Sevilla.
- 1918. Judit.
- 1918. Virgen de las Tres Avemarías. Capilla de San José. Sevilla.
- 1919. Panteón de la familia Morón. Iglesia de San Miguel, Cumbres Mayores, provincia de Huelva.
- 1919. Virgen de la Soledad. Iglesia de San Miguel, Cumbres Mayores, provincia de Huelva.
- 1920. Grabado del hospital de las Cinco Llagas.
- C. 1920. Gitana con peineta.
- 1910-1920. El cazador.
- 1910-1920. Eva arrepentida. Boceto.
- 1910-1920. Eva arrepentida o Desnudo femenino. Museo de Bellas Artes de Sevilla.[38]
- 1910-1920. Gitana o Carmencita. Museo de Bellas Artes de Sevilla.[39]
- 1910-1920. Bulerías o Seguidillas.
- 1921. Restauración de la Virgen del Patrocinio de la Hermandad del Cachorro. Obra perdida.
- 1922. Un soldado romano y dos sayones para el paso de misterio del Cristo de la Corona. Hermandad del Valle. Sevilla.
- 1922. Intervención el san Juan Evangelista de la Hermandad de la Quinta Angustia. Sevilla.
- 1922. El Divino Pastor. Iglesia del Sagrado Corazón. Sevilla.
- 1922. Figura de las Artes del monumento a Alfonso XII. Madrid.
- 1923. Jesús de la Hermandad de la Oración del Huerto. Huelva.
- 1924. Monumento a San Fernando. En mayo de 1918 hizo un proyecto de monumento que contaba con una estatua ecuestre de san Fernando con un estandarte, no realizada. Posteriormente, Juan Talavera diseñó un nuevo monumento que también contaba con una estatua ecuestre. Joaquín realizó esta escultura de san Fernando con un cetro. El monumento fue terminado en 1924.[40]
- 1924. Escribanía.
- 1924. Estudio de desnudo.
- C. 1924. Busto de mujer con el pecho semidescubierto.
- 1925. Reforma de la plaza del Triunfo. Sevilla.
- 1925. Templete del Niño Jesús del Dulce Nombre. Iglesia de Santa María Magdalena. Sevilla.
- 1926. La infancia de Baco.
- 1926. Una sevillana.
- 1928. Busto de Alfonso XIII. Hotel Alfonso XIII. Sevilla.[41]
- 1910-1930. Medallón con un retrato en relieve de Francisco Mateos Gago para su lápida conmemorativa.[42]
- 1920-1930. Busto de la señora de Quintana.
- 1920-1930. Busto de la señora viuda de Camino.
- 1920-1930. Busto de los marqueses de Campoameno.
- 1920-1930. Busto de Manuel de Rueda.
- 1920-1930. Busto de Clementina Brieva, marquesa de Alaventos.